# Charles Mitchell (armateur)
Pour les articles homonymes, voir Charles Mitchell et Mitchell.
Le Dr Charles Mitchell (1820 – 22 août 1895), ingénieur d’Aberdeen, est le créateur des grands chantiers navals de la Tyne. Les institutions publiques qu'il a fondées subsistent pour la plupart aujourd'hui.

## Carrière
Il étudia le génie mécanique à l’Université d'Aberdeen. Après un apprentissage dans un bureau d'études à Londres, il obtint en 1842 un poste d'architecte naval dans les chantiers navals de John Coutts à Newcastle upon Tyne. Dès 1852 il put s'établir à son compte le long des quais de Low Walker sur la Tyne. Trente ans plus tard, l'industriel Armstrong lui proposa de devenir son associé, et les deux hommes fondèrent ainsi les chantiers navals Armstrong Mitchell.
Charles Mitchell fut décoré de l’Ordre de Saint-Stanislas, comme on peut le voir aux armoiries surplombant la porte d'entrée de Jesmond Towers, bâtisse néogothique de plusieurs étages édifiée au XIXe siècle, qui jusqu'en 2008 s'appelait l’école « La Sagesse ». Le gros œuvre a été dirigé par l’architecte de Newcastle John Dobson. En 1871, Mitchell fut des personnalités invitées à accueillir le Grand-duc Constantin à la gare de Newcastle. Le prince russe était venu visiter les ateliers de Low Walker.
En 1887 Mitchell chargea Thomas Ralph Spence (1848–1918) de dessiner l'église de style art nouveau de St George de Jesmond. C'est un édifice grandiose, au décor intérieur somptueux et finement ouvragé (George Bernard Shaw en fit l'éloge lors de sa visite dans les années 1890). Les vitraux sont de toute beauté, et les motifs des mosaïques ont été dessinés par le propre fils de l'armateur, C.W. Mitchell. La soufflerie de l'orgue Lewis fonctionnait à l'origine grâce à deux moteurs hydrauliques fournis par le voisin de Mitchell à Jesmond Dene, le baron Armstrong. L'armateur fit don à la paroisse de Jesmond des terres de la propriété de Jesmond Towers, ainsi que de 30 000 £ pour la construction de l'église art nouveau de Saint-George (1888).
Il dirigea la compagnie Sir W.G. Armstrong, Mitchell and Co. jusqu'à sa mort. En 1897, la société fut renommée Armstrong Whitworth, qui est aujourd'hui une simple filiale de Rolls Royce plc et de BAE Systems.